# Tatai Krisztina
Tatai Krisztina (Budapest, 1993. augusztus 4. –) válogatott labdarúgó, hátvéd. Jelenleg a Dorogi Diófa SE labdarúgója.

## Pályafutása

### Klubcsapatban
2005-ben az Angyalföldi Sportiskola csapatában kezdte a labdarúgást. 2006-ban igazolt az MTK-hoz, ahol négy bajnoki címet és két magyar kupa-győzelmet is szerzett a csapattal. 2011 tavaszán a Hegyvidék SE csapatában szerepelt, ahol játszott az első csapatban az élvonalban és a második csapatban a másodosztályban is.

### A válogatottban
2013-ban egy alkalommal szerepelt a válogatottban.

## Sikerei, díjai
- Magyar bajnokság
  - bajnok: 2009–10, 2010–11, 2011–12, 2012–13
  - 2.: 2008–09
- Magyar kupa
  - győztes: 2010, 2013[1]

## Statisztika

### Mérkőzései a válogatottban
| Magyarország | Magyarország        | Magyarország | Magyarország | Magyarország | Magyarország | Magyarország | Magyarország | Magyarország |
| #            | Dátum               | Helyszín     | Hazai        | Eredmény     | Vendég       | Kiírás       | Gólok        | Esemény      |
| ------------ | ------------------- | ------------ | ------------ | ------------ | ------------ | ------------ | ------------ | ------------ |
| 1.           | 2013. szeptember 5. | Gyula        | Magyarország | 5 – 1        | Románia      | barátságos   | -            |              |
|              | Összesen            |              |              | 1            | mérkőzés     |              | 0            | gól          |